# Wapen van Antwerpen (stad)
Het Wapen van Antwerpen is het wapen van de stad Antwerpen in de Belgische provincie Antwerpen.

## Blazoenering
De officiële blazoenering luidt:
In keel een burcht met drie geopende, gekanteelde torens van zilver, verlicht en gemetseld van sabel, de middelste toren in het schild-hoofd vergezeld rechts van een schuingeplaatste rechterhand en links van een linksschuingeplaatste linkerhand, beide van zilver.  Het schild omringd door een bladerkrans van zes rozen, afwisselend van zilver en van keel, alle geknopt van goud en gepunt van sinopel, overtopt door een markiezenkroon en gehouden door een wildeman en een wilde-vrouw van vleeskleur, omgord en gekroond met klimopbladeren van sinopel en dragend op de schouder een knots van natuurlijke kleur, beiden staande op een losse grasgrond.— Felixarchief

## Geschiedenis
In 1239 wordt het wapenschild voor het eerst in de huidige vorm afgebeeld op het zegel, en tegen 1300 ligt de voorstelling vast. De oudste bekende voorstelling buiten zegels is op de stormklok "Gabriël" van 1459 in de Onze-Lieve-Vrouwetoren. In de vijftiende eeuw werden de wildeman en de wilde-vrouw als schildhouders toegevoegd. Vanaf 1515 verschijnt de rozenhoed op het wapen. 
Keizer Napoleon kende het wapen officieel toe op 16 december 1810, hoewel hij er zijn typerende Napoleontische ornamenten rondhing. Ook Koning Willem I kende op 26 februari 1818 het wapen toe, maar hij liet de schildhouders en rozenhoed ook weg. Na de Belgische onafhankelijkheid kende het Koninklijk Besluit van 6 februari 1837 de zegels en wapens van de steden Antwerpen, Brussel, Gent en Luik toe, en de schildhouders werden terug toegevoegd met het Koninklijk Besluit van 28 september 1881. De kroon is ontleend aan het wapen van het markgraafschap.

## Verwant wapen

Het wapen van Vorselaar ook met de wildeman en -vrouw als schildhouders
Het provinciewapen van Antwerpen